# Diocesi di Ełk
La diocesi di Ełk (in latino Dioecesis Liccanensis) è una sede della Chiesa cattolica in Polonia suffraganea dell'arcidiocesi di Varmia. Nel 2023 contava 427.000 battezzati su 469.400 abitanti. È retta dal vescovo Jerzy Mazur, S.V.D.

## Territorio
La diocesi comprende la parte orientale del Voivodato della Varmia-Masuria e la parte settentrionale del Voivodato della Podlachia.
Sede vescovile è la città di Ełk, dove si trova la cattedrale di Sant'Adalberto. A Suwałki e a Gołdap sorgono due concattedrali, dedicate rispettivamente a Sant'Alessandro e a Maria Santissima. Nel territorio sorgono anche 2 basiliche minori: la basilica della Visitazione della Beata Vergine Maria a Sejny, sede vescovile dal 1818 al 1925 (vedi diocesi di Łomża); e la basilica del Sacro Cuore di Gesù ad Augustów.
Il territorio è suddiviso in 21 decanati e in 152 parrocchie.

## Storia
La diocesi è stata eretta il 25 marzo 1992, nell'ambito della riorganizzazione delle diocesi polacche voluta da papa Giovanni Paolo II con la bolla Totus tuus Poloniae populus, ricavandone il territorio dalle diocesi di Łomża e di Varmia (che nel contempo è stata elevata ad arcidiocesi).
Il 16 aprile dello stesso anno 1992 è stato inaugurato il seminario diocesano.
Il 7 ottobre 1993, con la lettera apostolica Christifideles dioecesis, lo stesso papa Giovanni Paolo II ha confermato la Beata Maria Vergine, invocata con il titolo di Mater Ecclesiae, patrona principali della diocesi, e sant'Adalberto, vescovo e martire, patrono secondario.
Il 26 novembre 2015 la Congregazione per il culto divino e la disciplina dei sacramenti ha concesso ai sacerdoti che vivono nella diocesi di celebrare fino a quattro messe la domenica e nelle feste di precetto.

## Cronotassi dei vescovi
Si omettono i periodi di sede vacante non superiori ai 2 anni o non storicamente accertati.
- Wojciech Ziemba † (25 marzo 1992 - 16 novembre 2000 nominato arcivescovo di Białystok)
- Edward Eugeniusz Samsel † (16 novembre 2000 - 17 gennaio 2003 deceduto)
- Jerzy Mazur, S.V.D., dal 17 aprile 2003

## Statistiche
La diocesi nel 2023 su una popolazione di 469.400 persone contava 427.000 battezzati, corrispondenti al 91,0% del totale.
| anno | popolazione | popolazione | popolazione | presbiteri | presbiteri | presbiteri | presbiteri                | diaconi | religiosi | religiosi | parrocchie |
| anno | battezzati  | totale      | %           | numero     | secolari   | regolari   | battezzati per presbitero | diaconi | uomini    | donne     | parrocchie |
| ---- | ----------- | ----------- | ----------- | ---------- | ---------- | ---------- | ------------------------- | ------- | --------- | --------- | ---------- |
| 1999 | 423.050     | 446.550     | 94,7        | 289        | 250        | 39         | 1.463                     |         | 39        | 153       | 148        |
| 2000 | 433.500     | 450.000     | 96,3        | 273        | 231        | 42         | 1.587                     |         | 42        | 146       | 150        |
| 2001 | 437.000     | 470.000     | 93,0        | 288        | 251        | 37         | 1.517                     |         | 37        | 143       | 150        |
| 2002 | 440.000     | 470.000     | 93,6        | 297        | 261        | 36         | 1.481                     |         | 36        | 140       | 151        |
| 2003 | 435.000     | 450.000     | 96,7        | 301        | 265        | 36         | 1.445                     |         | 36        | 137       | 151        |
| 2004 | 425.000     | 440.000     | 96,6        | 300        | 261        | 39         | 1.416                     |         | 39        | 163       | 151        |
| 2006 | 423.500     | 438.500     | 96,6        | 318        | 278        | 40         | 1.331                     |         | 40        | 131       | 152        |
| 2013 | 410.150     | 447.104     | 91,7        | 326        | 286        | 40         | 1.258                     | 2       | 43        | 119       | 152        |
| 2016 | 423.941     | 464.960     | 91,2        | 339        | 295        | 44         | 1.250                     | 1       | 45        | 113       | 150        |
| 2019 | 432.250     | 451.200     | 95,8        | 333        | 292        | 41         | 1.298                     | 5       | 42        | 129       | 152        |
| 2021 | 425.907     | 467.620     | 91,1        | 324        | 283        | 41         | 1.314                     | 5       | 42        | 123       | 152        |
| 2023 | 427.000     | 469.400     | 91,0        | 319        | 274        | 45         | 1.338                     | 5       | 46        | 123       | 152        |

## Galleria d'immagini

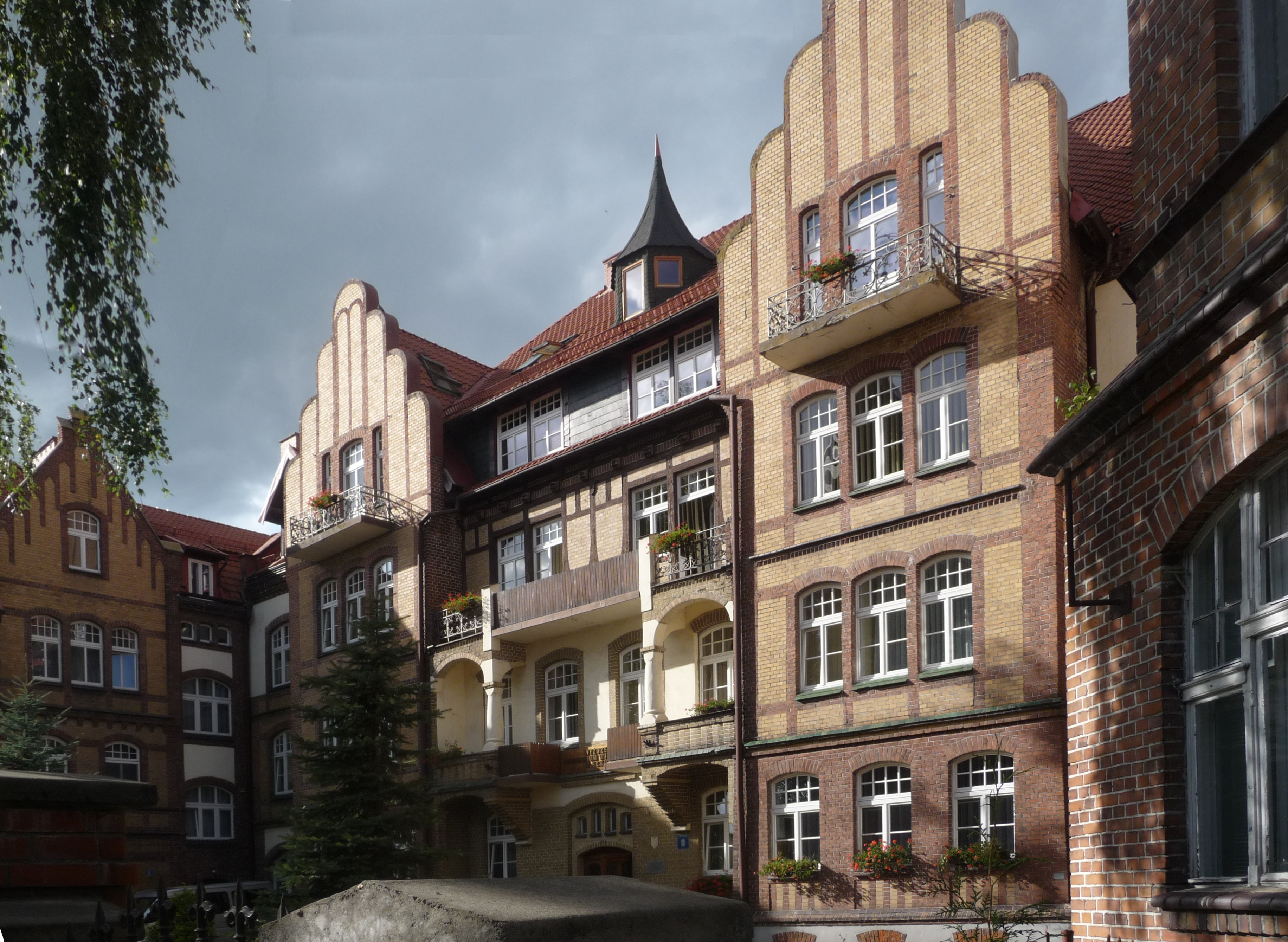
Il seminario maggiore della diocesi
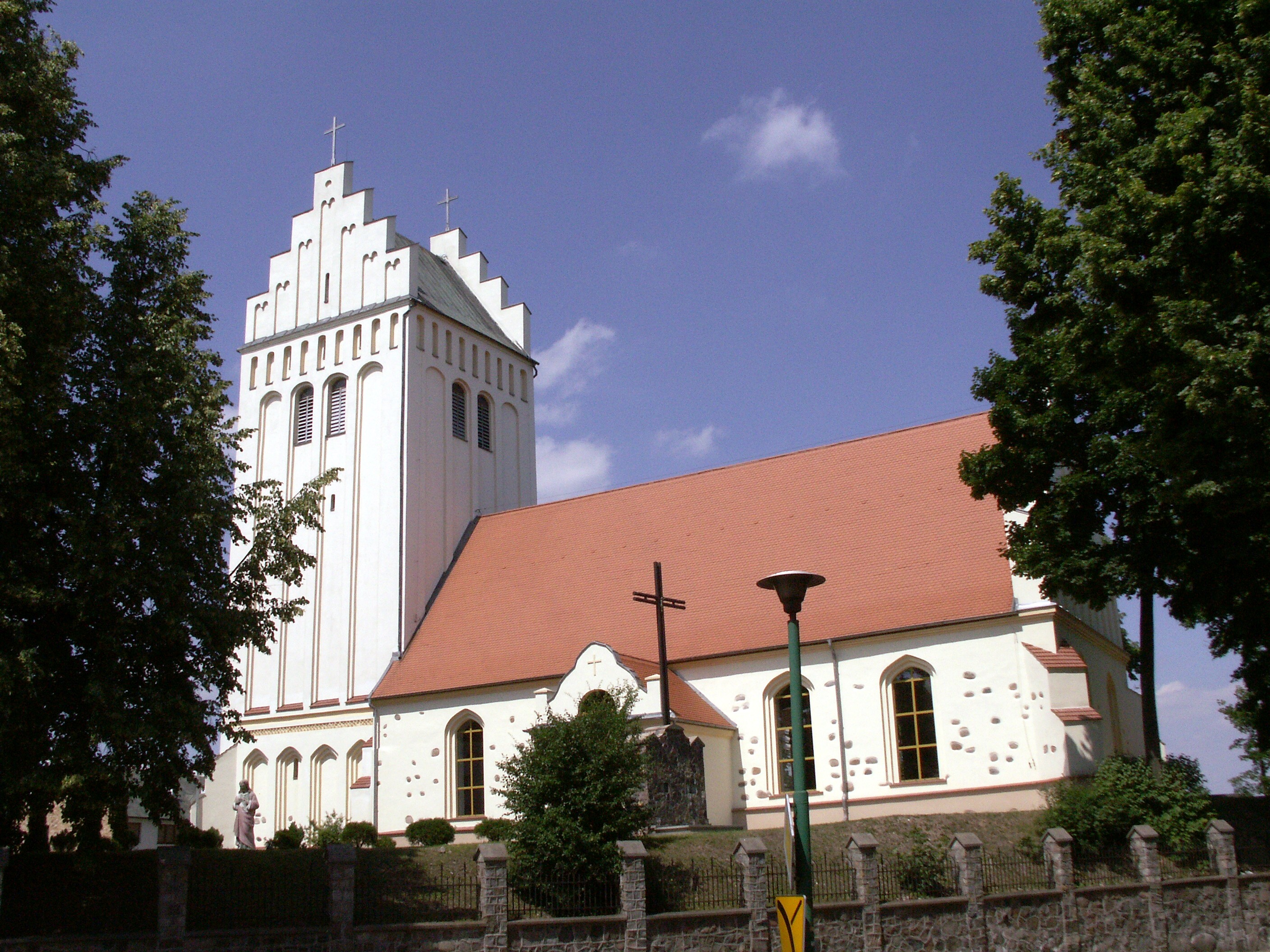
La concattedrale della Beata Vergine Maria, Madre della Chiesa a Gołdap
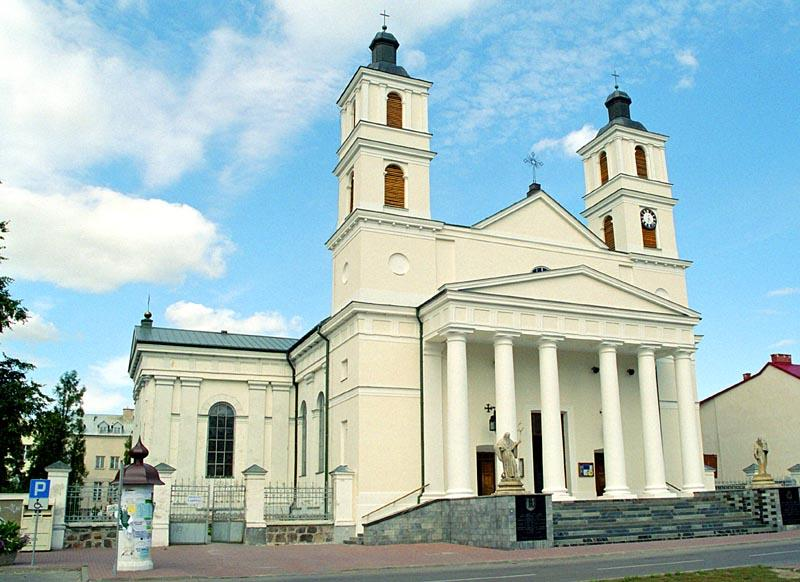
La concattedrale di Sant'Alessandro a Suwałki
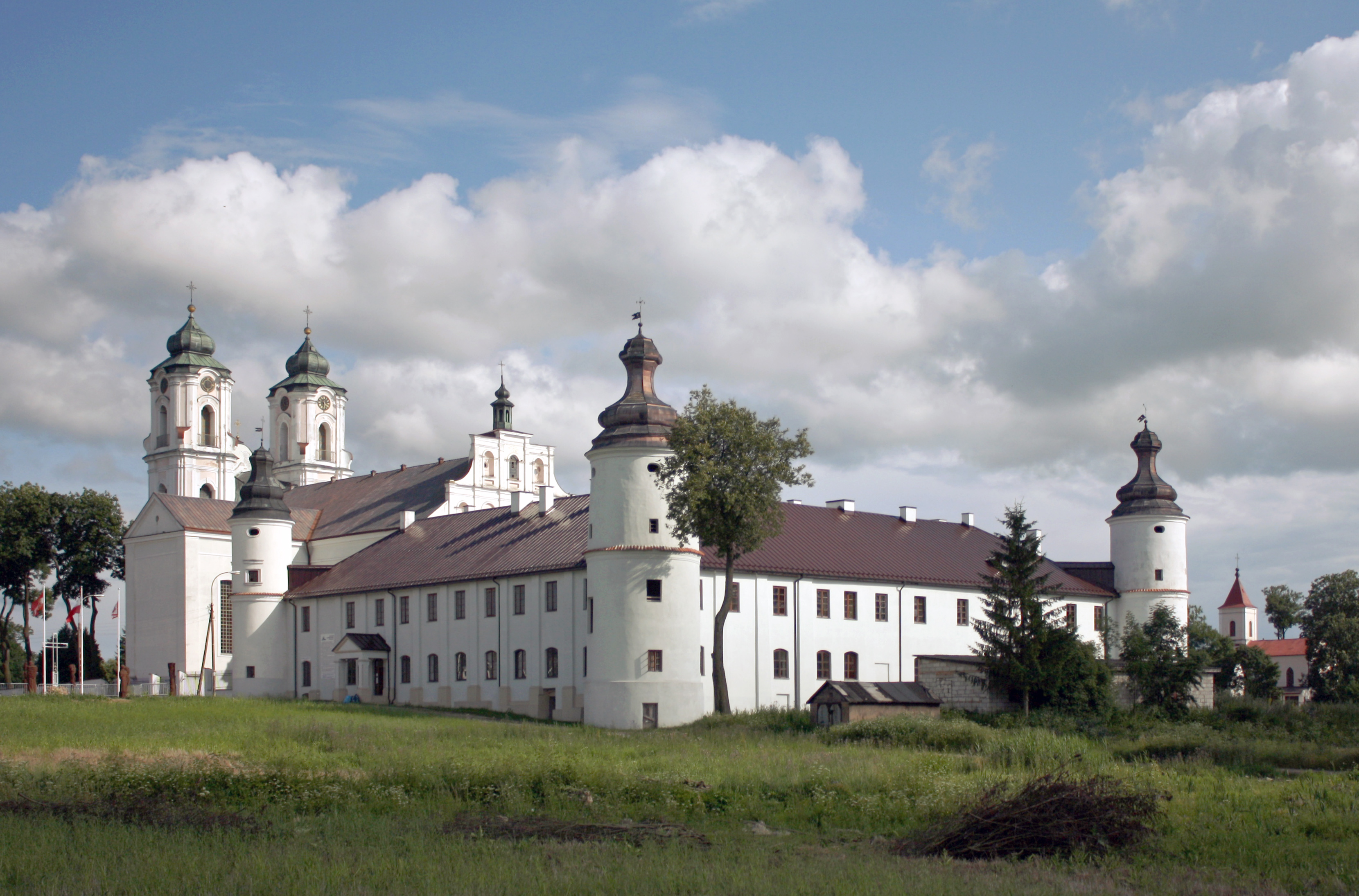
La basilica della Visitazione della Beata Vergine Maria a Sejny
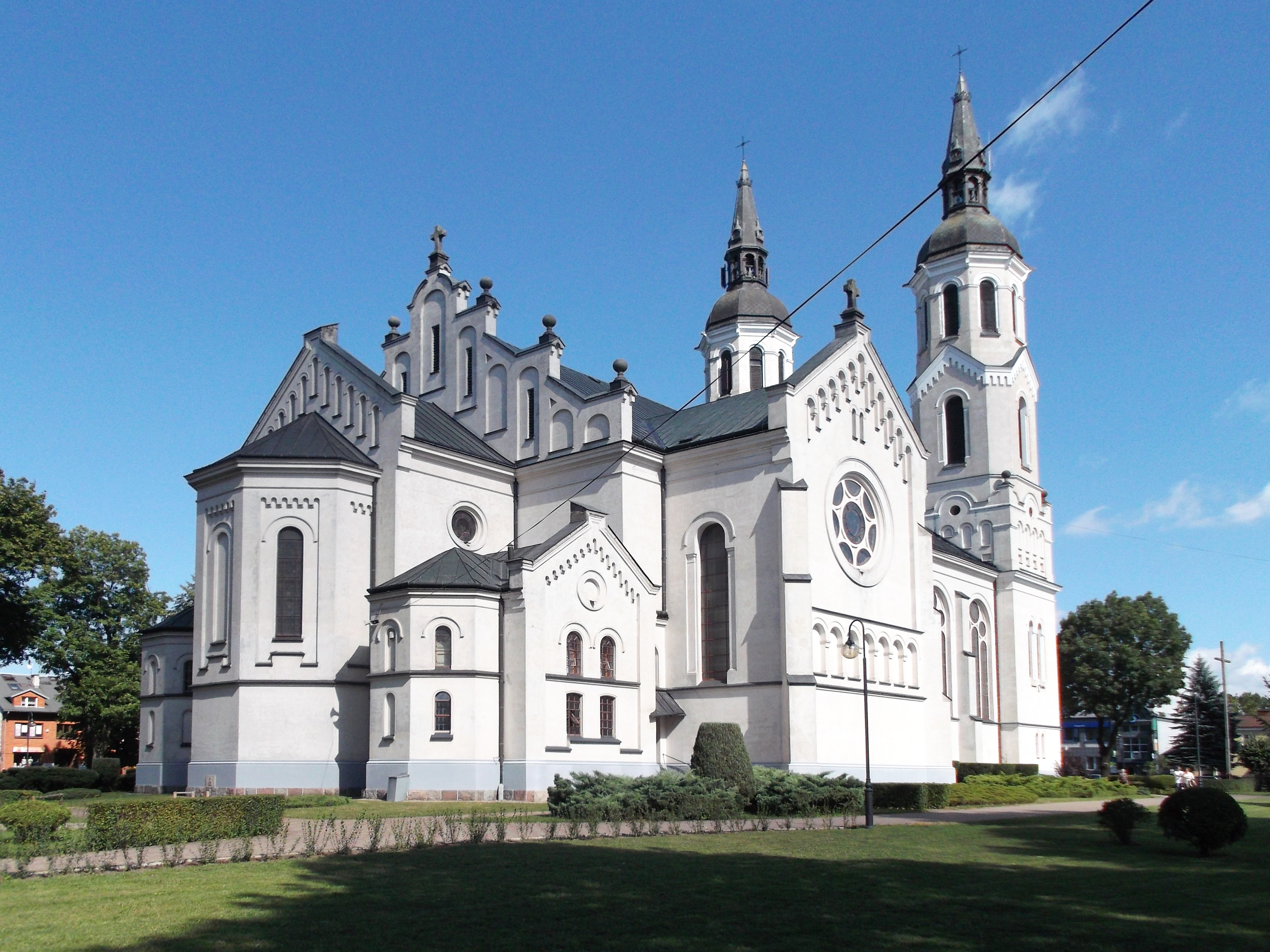
La basilica del Sacro Cuore di Gesù ad Augustów